# 埃利薩多阿基諾將軍鎮
埃利薩多阿基諾將軍鎮（西班牙語：General Elizardo Aquino），是巴拉圭的城鎮，位於該國中部，由聖佩德羅省負責管轄，距離亞松森278公里，面積816平方公里，海拔高度164米，2002年人口21,607，人口密度每平方公里26.48人。